# Кабинет «Индонезия, вперёд»
Кабинет «Индонезия, вперед» (индон. Kabinet Indonesia Maju) — правительство Индонезии, сформированное президентом Джоко Видодо, широко известным под прозвищем Джокови, приведённое к присяге на 23 октября 2019 года.

## Состав кабинета
Беспартийный
 Демократическая партия борьбы Индонезии
 Партия единства и развития
 Партия национального пробуждения
 Движение за великую Индонезию
 Национально-демократическая партия
 Голкар
 Партия национального мандата
 Партия индонезийской солидарности
 Периндо
 Партия месяц и звезда
| Должность | Фото | Фото | Имя                          | Вступил в должность    | Покинул должность      |
| --- | ---- | ---- | ---------------------------- | ---------------------- | ---------------------- |
| Президент и вице-президент                                                                                                |      |      |                              |                        |                        |
| Президент |      |      | Джоко Видодо                 | 20 октября 2019 года   | 20 октября 2024 года   |
| Вице-президент |      |      | Мааруф Амин                  | 20 октября 2019 года   | 20 октября 2024 года   |
| Министры-координаторы [ 1 ]                                                                                               |      |      |                              |                        |                        |
| Министр-координатор по вопросам политики, права и безопасности                                                            |      |      | Мохаммад Махфуд              | 23 октября 2019 года   | 1 февраля 2024 года    |
| Министр-координатор по вопросам политики, права и безопасности                                                            |      |      | Тито Карнавиан               | 2 февраля 2024 года    | 21 февраля 2024 года   |
| Министр-координатор по вопросам политики, права и безопасности                                                            |      |      | Хади Чахьянто                | 21 февраля 2024 года   | 20 октября 2024 года   |
| Министр-координатор по вопросам экономики                                                                                 |      |      | Аирлангга Хартарто           | 23 октября 2019 года   | 20 октября 2024 года   |
| Министр-координатор по вопросам человеческого развития и культуры                                                         |      |      | Мухаджир Эффенди             | 23 октября 2019 года   | 20 октября 2024 года   |
| Министр-координатор по вопросам водных ресурсов и инвестиций                                                              |      |      | Лухут Бинсар Панджаитан      | 23 октября 2019 года   | 20 октября 2024 года   |
| Министры |      |      |                              |                        |                        |
| Министр внутренних дел |      |      | Тито Карнавиан               | 23 октября 2019 года   | 28 август 2020 года    |
| Министр внутренних дел |      |      | Мохаммад Махфуд              | 28 август 2020 года    | 30 август 2020 года    |
| Министр внутренних дел |      |      | Тито Карнавиан               | 30 август 2020 года    | 20 октября 2024 года   |
| Министр иностранных дел                                                                                                   |      |      | Ретно Марсуди                | 23 октября 2019 года   | 20 октября 2024 года   |
| Министр обороны |      |      | Прабово Субианто             | 23 октября 2019 года   | 20 октября 2024 года   |
| Министр юстиции и прав человека                                                                                           |      |      | Ясонна Лаоли                 | 23 октября 2019 года   | 19 Август 2024 года    |
| Министр юстиции и прав человека                                                                                           |      |      | Supratman Endi Agtas         | 19 Август 2024 года    | 20 октября 2024 года   |
| Министр финансов |      |      | Сри Мульяни Индравати        | 23 октября 2019 года   | 20 октября 2024 года   |
| Министр энергетики и минеральных ресурсов                                                                                 |      |      | Арифин Тасриф                | 23 октября 2019 года   | 19 Август 2024 года    |
| Министр энергетики и минеральных ресурсов                                                                                 |      |      | Бахлил Лахадалия             | 19 Август 2024 года    | 20 октября 2024 года   |
| Министр промышленности |      |      | Агус Гумиванг Картасасмита   | 23 октября 2019 года   | 20 октября 2024 года   |
| Министр торговли |      |      | Агус Супарманто              | 23 октября 2019 года   | 23 декабря 2020 года   |
| Министр торговли |      |      | Мухаммад Лутфи               | 23 декабря 2020 года   | 15 июня 2022 года      |
| Министр торговли |      |      | Зулкифли Хасан               | 15 июня 2022           | 20 октября 2024 года   |
| Министр сельского хозяйства                                                                                               |      |      | Шахрул Ясин Лимпо            | 23 октября 2019 года   | 6 октября 2023 года    |
| Министр сельского хозяйства                                                                                               |      |      | Ариеф Прасетио Ади           | 6 октября 2023 года    | 25 октября 2023 года   |
| Министр сельского хозяйства                                                                                               |      |      | Амран Сулайман               | 25 октября 2023 года   | 20 октября 2024 года   |
| Министр лесного хозяйства и окружающей среды                                                                              |      |      | Сити Нурбая Бакар            | 23 октября 2019 года   | 20 октября 2024 года   |
| Министр транспорта |      |      | Буди Карья Сумади            | 23 октября 2019 года   | 14 марта 2020 года     |
| Министр транспорта |      |      | Лухут Бинсар Панджаитан      | 14 марта 2020 года     | 6 мая 2020 года        |
| Министр транспорта |      |      | Буди Карья Сумади            | 6 мая 2020 года        | 20 октября 2024 года   |
| Министр по делам водных ресурсов и рыболовства                                                                            |      |      | Эди Прабово                  | 23 октября 2019 года   | 25 ноября 2020 года    |
| Министр по делам водных ресурсов и рыболовства                                                                            |      |      | Лухут Бинсар Панджаитан      | 25 ноября 2020 года    | 2 декабря 2020 года    |
| Министр по делам водных ресурсов и рыболовства                                                                            |      |      | Шахрул Ясин Лимпо            | 3 декабря 2020 года    | 23 декабря 2020 года   |
| Министр по делам водных ресурсов и рыболовства                                                                            |      |      | Сакти Вахю Тренггоно         | 23 декабря 2020 года   | 20 октября 2024 года   |
| Министр по делам человеческих ресурсов                                                                                    |      |      | Ида Фаузия                   | 23 октября 2019 года   | 1 октября 2024 года    |
| Министр по делам общественных работ и государственного жилищного строительства                                            |      |      | Басуки Хадимульоно           | 23 октября 2019 года   | 20 октября 2024 года   |
| Министр здравоохранения                                                                                                   |      |      | Тераван Агус Путранто        | 23 октября 2019 года   | 23 декабря 2020 года   |
| Министр здравоохранения                                                                                                   |      |      | Буди Гунади Садикин          | 23 декабря 2020 года   | 20 октября 2024 года   |
| Министр образования, культуры, исследований и технологий (до 28 апреля 2021 г. назначен министром образования и культуры) |      |      | Надим Макарим                | 23 октября 2019 года   | 20 октября 2024 года   |
| Министр по делам земельных ресурсов и стратегического планирования и глава Национального земельного агентства             |      |      | Софьян Джалиль               | 23 октября 2019 года   | 15 июня 2022 года      |
| Министр по делам земельных ресурсов и стратегического планирования и глава Национального земельного агентства             |      |      | Хади Чахьянто                | 15 июня 2022 года      | 21 февраля 2024 года   |
| Министр по делам земельных ресурсов и стратегического планирования и глава Национального земельного агентства             |      |      | Агус Харимурти Юдойоно       | 21 февраля 2024 года   | 20 октября 2024 года   |
| Министр социального обслуживания                                                                                          |      |      | Джулиари Батубара            | 23 октября 2019 года   | 6 декабря 2020 года    |
| Министр социального обслуживания                                                                                          |      |      | Мухаджир Эффенди             | 6 декабря 2020 года    | 23 декабря 2020 года   |
| Министр социального обслуживания                                                                                          |      |      | Три Рисмахарини              | 23 декабря 2020 года   | 6 Сентя́брья 2024 года  |
| Министр социального обслуживания                                                                                          |      |      | Мухаджир Эффенди             | 6 Сентя́брья 2024 года  | 11 Сентя́брья 2024 года |
| Министр социального обслуживания                                                                                          |      |      | Сайфулла Юсуф                | 11 Сентя́брья 2024 года | 20 октября 2024 года   |
| Министр по делам религии                                                                                                  |      |      | Фахрул Рази                  | 23 октября 2019 года   | 23 декабря 2020 года   |
| Министр по делам религии                                                                                                  |      |      | Якут Холил Коумас            | 23 декабря 2020 года   | 20 октября 2024 года   |
| Министр коммуникаций и информации                                                                                         |      |      | Джонни Герард Плате          | 23 октября 2019 года   | 19 мая 2023 года       |
| Министр коммуникаций и информации                                                                                         |      |      | Мохаммад Махфуд              | 19 мая 2023 года       | 17 июля 2023 года      |
| Министр коммуникаций и информации                                                                                         |      |      | Буди Ари Сетиади             | 17 июля 2023 года      | 20 октября 2024 года   |
| Министр исследований и технологий (объединилась с Министерством образования и культуры 28 апреля 2021 г)                  |      |      | Бамбанг Броджонегоро         | 23 октября 2019 года   | 28 апреля 2021 года    |
| Министр по делам кооперативов, малого и среднего бизнеса Индонезии                                                        |      |      | Тетен Масдуки                | 23 октября 2019 года   | 20 октября 2024 года   |
| Министр по правам женщин и защите детей                                                                                   |      |      | И Густи Аю Бинтанг Дармавати | 23 октября 2019 года   | 20 октября 2024 года   |
| Министр по делам сельского хозяйства, неблагоприятных регионов и трансмиграции                                            |      |      | Абдул Халим Искандар         | 23 октября 2019 года   | 1 октября 2024 года    |
| Министр по делам административных и бюрократических реформ Индонезии                                                      |      |      | Чахьо Кумоло                 | 23 октября 2019 года   | 1 июля 2022 года       |
| Министр по делам административных и бюрократических реформ Индонезии                                                      |      |      | Мохаммад Махфуд              | 24 июня 2022 года      | 4 июля 2022 года       |
| Министр по делам административных и бюрократических реформ Индонезии                                                      |      |      | Тито Карнавиан               | 4 июля 2022 года       | 16 июля 2022 года      |
| Министр по делам административных и бюрократических реформ Индонезии                                                      |      |      | Мохаммад Махфуд              | 16 июля 2022 года      | 7 сентября 2022 года   |
| Министр по делам административных и бюрократических реформ Индонезии                                                      |      |      | Абдуллах Азвар Анас          | 7 сентября 2022 года   | 20 октября 2024 года   |
| Министр планирования национального развития и глава Агентства по планированию национального развития                      |      |      | Сухарсо Моноарфа             | 23 октября 2019 года   | 20 октября 2024 года   |
| Министр по делам государственных предприятий                                                                              |      |      | Эрик Тохир                   | 23 октября 2019 года   | 20 октября 2024 года   |
| Министр туризма и креативной экономики                                                                                    |      |      | Вишнутама                    | 23 октября 2019 года   | 23 декабря 2020 года   |
| Министр туризма и креативной экономики                                                                                    |      |      | Сандиага Уно                 | 23 декабря 2020 года   | 20 октября 2024 года   |
| Министр по делам молодёжи и спорта                                                                                        |      |      | Заинудин Амали               | 23 октября 2019 года   | 13 марта 2023 года     |
| Министр по делам молодёжи и спорта                                                                                        |      |      | Мухаджир Эффенди             | 13 марта 2023 года     | 3 апреля 2023 года     |
| Министр по делам молодёжи и спорта                                                                                        |      |      | Дито Ариотеджо               | 3 апреля 2023 года     | 20 октября 2024 года   |
| Министр инвестиций |      |      | Бахлил Лахадалия             | 28 апреля 2021 года    | 19 Август 2024 года    |
| Министр инвестиций |      |      | Розан Руслани                | 19 Август 2024 года    | 20 октября 2024 года   |
| Члены кабинета, не являющиеся министрами                                                                                  |      |      |                              |                        |                        |
| Секретарь кабинета |      |      | Прамоно Анунг Вибово         | 22 октября 2019 года   | 22 сентябрь 2024 года  |
| Государственный секретарь                                                                                                 |      |      | Пратикно                     | 23 октября 2019 года   | 20 октября 2024 года   |
| Заместитель министра внутренних дел                                                                                       |      |      | Джон Вемпи Ветипо            | 15 июня 2022 года      | 27 сентябрь 2024 года  |
| Заместитель министра иностранных дел                                                                                      |      |      | Махендра Сирегар             | 25 октября 2019 года   | 20 июля 2022 года      |
| Заместитель министра иностранных дел                                                                                      |      |      | Пахала Мансури               | 17 июля 2023 года      | 20 октября 2024 года   |
| Заместитель министра обороны                                                                                              |      |      | Сакти Вахю Тренггоно         | 25 октября 2019 года   | 23 декабря 2020 года   |
| Заместитель министра обороны                                                                                              |      |      | Мухаммад Хериндра            | 23 декабря 2020 года   | 20 октября 2024 года   |
| Заместитель министра финансов                                                                                             |      |      | Суахасил Назара              | 25 октября 2019 года   | 20 октября 2024 года   |
| Заместитель министра финансов                                                                                             |      |      | Томас Дживандоно             | 18 Июль 2024 года      | 20 октября 2024 года   |
| Заместитель министра торговли                                                                                             |      |      | Джерри Самбуага              | 25 октября 2019 года   | 20 октября 2024 года   |
| Заместитель министра лесного хозяйства и окружающей среды                                                                 |      |      | Алуэ Дохонг                  | 25 октября 2019 года   | 20 октября 2024 года   |
| Заместитель министра по делам сельского хозяйства, неблагоприятных регионов и трансмиграции                               |      |      | Буди Ари Сетиади             | 25 октября 2019 года   | 17 июля 2023 года      |
| Заместитель министра по делам сельского хозяйства, неблагоприятных регионов и трансмиграции                               |      |      | Паиман Рахарджо              | 17 июля 2023 года      | 20 октября 2024 года   |
| Заместитель министра по делам общественных работ и государственного жилищного строительства                               |      |      | Джон Вемпи Ветипо            | 25 октября 2019 года   | 15 июня 2022 года      |
| Заместитель министра по делам религии                                                                                     |      |      | Заинут Таухид                | 25 октября 2019 года   | 17 июля 2023 года      |
| Заместитель министра по делам религии                                                                                     |      |      | Саифул Рахмат Дасуки         | 17 июля 2023 года      | 20 октября 2024 года   |
| Заместитель министра по делам земельных ресурсов и стратегического планирования                                           |      |      | Сурья Чандра                 | 25 октября 2019 года   | 15 июня 2022 года      |
| Заместитель министра по делам земельных ресурсов и стратегического планирования                                           |      |      | Раджа Джули Антони           | 15 июня 2022 года      | 20 октября 2024 года   |
| Заместитель министра туризма и креативной экономики                                                                       |      |      | Ангела Танусудибьо           | 25 октября 2019 года   | 20 октября 2024 года   |
| Заместитель министра по делам государственных предприятий                                                                 |      |      | Буди Гунади Садикин          | 25 октября 2019 года   | 23 декабря 2020 года   |
| Заместитель министра по делам государственных предприятий                                                                 |      |      | Картика Вирьоатмоджо         | 25 октября 2019 года   | 20 октября 2024 года   |
| Заместитель министра по делам государственных предприятий                                                                 |      |      | Пахала Мансури               | 23 декабря 2020 года   | 17 июля 2023 года      |
| Заместитель министра по делам государственных предприятий                                                                 |      |      | Росан Руслани                | 17 июля 2023 года      | 25 октября 2023 года   |
| Заместитель министра здравоохранения                                                                                      |      |      | Данте Саксоно Харбувоно      | 23 декабря 2020 года   | 20 октября 2024 года   |
| Заместитель министра сельского хозяйства                                                                                  |      |      | Харвик Хаснул Колби          | 23 декабря 2020 года   | 18 Июль 2024 года      |
| Заместитель министра сельского хозяйства                                                                                  |      |      | Сударёно                     | 18 Июль 2024 года      | 20 октября 2024 года   |
| Заместитель министра юстиции и прав человека                                                                              |      |      | Эдуард Омар Шариф Хиаридж    | 23 декабря 2020 года   | 7 декабря 2023 года    |
| Заместитель министра по делам человеческих ресурсов                                                                       |      |      | Африанша Нур                 | 15 июня 2022 года      | 20 октября 2024 года   |
| Заместитель министра коммуникаций и информации                                                                            |      |      | Незар Патриа                 | 17 июля 2023 года      | 20 октября 2024 года   |
| Заместитель министра коммуникаций и информации                                                                            |      |      | Ангга Рака Прабово           | 19 Август 2024 года    | 20 октября 2024 года   |
| Заместитель Министр инвестиций                                                                                            |      |      | Юлиот Танджунг               | 18 Июль 2024 года      | 20 октября 2024 года   |